# Jessica Velarde
Jessica Violeta Vásquez Velarde (La Paz, 22 de febrero de 1990)  más conocida por su nombre artístico Jessica Velarde, es una artista multifacética, arquitecta y comunicadora trans boliviana.

## Primeros años
Mostró interés en el arte desde muy pequeña, al ver a su padre dibujar y crear fanzines. A esa edad comenzó a crear sus propios cuentos e historietas.
Según Velarde, supo que era mujer desde que tenía tres años. En su adolescencia, ante la falta de información respecto a la transición, prefirió ignorar su deseo por perseguir su verdadera de identidad. Aunque el trabajo de la Familia Galán y de Diego Torres Peñaloza -con quien trabajaría años más tarde- le generaron un profundo impacto.  
Estudió en el Instituto Americano en La Paz, graduándose con honores en 2007. Posteriormente se formó en Comunicación en la Universidad Privada del Valle (Univalle), pero antes de terminar la carrera obtuvo una beca para estudiar Cine y Medios Audiovisuales en el Instituto Superior de Artes en Cuba. 
Durante su estadía en La Habana, estuvo en el estreno del documental "Tacones Cercanos - Retrato de un travesti habanero", dirigido por su compañera de facultad Jessica Rodríguez y se sintió identificada, razón por la cual retomó su transición. 
En 2011, al regresar a Bolivia, comenzó su transición, sin el apoyo de su familia en ese momento. También comenzó a estudiar Lingüística en la Universidad Mayor de San Andrés y guitarra eléctrica en el Conservatorio Plurinacional de Música. En ambas instituciones tuvo dificultades pues recién en 2016 el Estado boliviano permitió el cambio de género en los documentos de identidad. En 2014 retomó sus estudios en la Univalle, graduándose en 2018 de dicha casa de estudios, ya como Jessica Velarde inició su terapia de reemplazo hormonal y en 2019 comenzó su trámite legal para cambiar de nombre. 

## Trayectoria

### Cine y Actuación
En 2017 obtuvo el papel de Edwin en la película argentina Los últimos (película), actuando junto a Germán Palacios, Peter Lanzani, Juana Burga Cervera y Susana Condori. En 2022, fue invitada por Paul B. Preciado, mediante Mujeres Creando, a participar de la lectura dramatizada de la obra "Yo Soy El Monstruo Que Os Habla", en Madrid, España. Desde 2019 es parte del Clúster Audiovisual de La Paz, una red internacional de cineastas que trabajan cine comunitario-colaborativo, fundada en Argentina por el director José Celestino Campusano y en Bolivia por Iverint López.

### Música
En 2013 formó, junto a Christopher Llanos, Natalya Manson y Pishiko, la banda de rock psicodélico experimental Pshiko-Eléctric@. En 2016 fue parte de la primera formación de la banda de ska conformada sólo por mujeres Las Skuirts, tocando el teclado y el bajo eléctrico. En 2021 ingresó como guitarrista a la banda punk anarcofeminista Las Warmi Putas.
Aunque ya había grabado los demos de su primer LP "Cacofonía en Juicio" en 2008, antes de viajar a Cuba, no fue hasta 2024 que publica el EP "Libertad", que contiene cuatro de sus canciones más conocidas (entre ellas "Caca") y con eso da comienzo a su carrera como solista. 

### Literatura
Sus poemas se han publicado en México, España y Argentina, a través de las antologías "Liberoamericanas - 80 poetas contemporáneas"  y "Un Hogar Llamado Cuerpo - Poetas Trans de Abya Yala" , ambos libros reúnen el trabajo poético de mujeres y disidencias en Latinoamérica.

### Otros Medios
Jessica Velarde se dedica a la ilustración, actuación, dirección de cine, la música, la literatura y la docencia. Ha sido conductora, junto con Antonella Navia, Luna Sharlotte y Chelssy Suárez del programa Las InTRANSigentes de Radio Deseo, también condujo el programa de entrevistas vía streaming Flashback y desde 2016 tiene un canal de YouTube donde habla sobre temas relacionados al arte y la música. Fue parte del colectivo artístico WarmiChacha que en 2022 participó de la 59° Biennale di Venezia con la obra "Wara Wara Jahuira - Río de Estrellas". 

## Filmografía

### Como actriz
- Averno (película) (2018)
- Los últimos (película) (2017)
- Las Malcogidas (2017)
- "Søren" (2017)
- "La República de las Ideas" (2017)
- Our Brand Is Crisis (película) sin acreditar (2015)
- Caminos celestiales (2012)

### Como directora
- Largometrajes
  - "Realmente Importante" (2021)
  - "Eternidad" (2016)
- Videoclips
  - "Fiesta del Recuerdo"  de Las Pankaritas del Viento (2024)
  - "Rata"  de Astronauta Astronauta (2023)
- Cortometrajes Destacados
  - "Yo Nací Mujer"  (2018)
  - "Rostro" (2016) [19]

### Discografía
- EP Libertad (2024)